# Гвизоция абиссинская
Гвизоция абиссинская (лат. Guizotia abyssinica), или нуг абиссинский, или рамтила, или рантил, или абиссинский подсолнечник — прямое разветвлённое травянистое растение высотой с человеческий рост, культивируемое в Индии и Эфиопии ради съедобных маслянистых семян, из которых также выжимают масло.

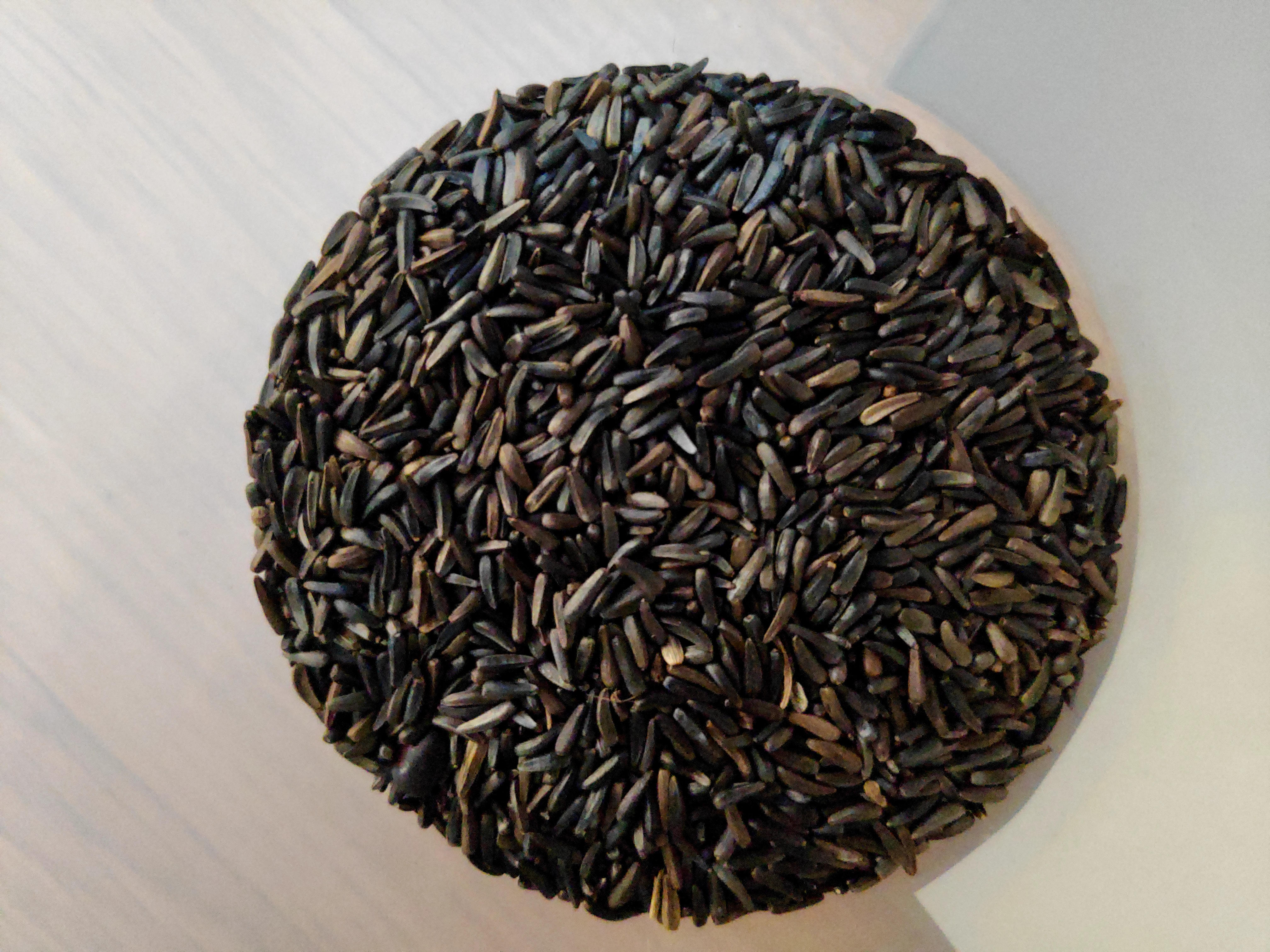
Семена нуга

## Семена
Нуг — родом из Эфиопии, Эритреи и Малави. Семена этого растения выращивают и в Индии. Семена по форме напоминают семечки подсолнуха, но меньше по размеру и чёрного цвета. Семя содержат белки, масло и растворимые сахара. Семена нуга во всем мире используются как корм для птиц. Для коммерческого производства эти семена выращивают как популярный вид корма для птиц. Производят их в Африке, Индии и других районах Юго-Восточной Азии, а импортируют по всему миру. Перед импортом семена стерилизуют сильным нагревом, чтобы предотвратить прорастание любых дополнительных семян, которые могут быть частью смеси. Обработанные семена нуга все же могут прорастать, но, как правило, задерживаются в росте, что ограничивает их распространение и представляет меньшую угрозу для местных растений.
Основные питательные компоненты семян
| компоненты         | содержание (%%) |
| Масло              | 30 %-40 %       |
| Белки              | 10 %-25 %       |
| Растворимые сахара | 12 %-18 %       |
| Волокна            | 10 %-20 %       |
| Влага              | 10 %-11 %       |

.